# John Doe (Prison Break)
| "John Doe"         | "John Doe"                   |
| ------------------ | ---------------------------- |
| Capítulo #         | Temporada 2, Capítulo 14     |
| Guion              | Matt Olmstead y Nick Santora |
| Director           | Kevin Hooks                  |
| Emisión en EUA     | 22 de enero de 2007          |
| Cronología         |                              |
| Capítulo anterior  | The Killing Box              |
| Capítulo siguiente | The Message                  |

John Doe es el decimocuarto capítulo de la segunda temporada de la serie Prison Break, el cual salió al aire el 22 de enero de 2007, a través de FOX, en los Estados Unidos.

## Sinopsis
Burrows y Scofield escapan con el agente Kellerman, mientras, el agente Mahone se encuentra en el hospital por la herida de bala provocada por el antes mencionado Kellerman. 
Mientras, en la penitenciaría de Fox River, Bellick es amenazado por un preso de color, al cual posteriormente Bellick da una paliza para hacerse notar. 
Scofield, Burrows y Kellerman se dirigen hacia Blackfoot (Montana), para destapar la verdad acerca de Terrence Steadman. Ya con Steadman capturado, el grupo se aísla en un motel para despistar al Servicio Secreto, cuyo mandatario, Bill Kim, les sigue la pista.
En este motel, y cuando Scofield ha llamado a la prensa para que vean que Steadman sigue con vida, este coge una pistola y se acaba suicidando, perdiendo así Scofield y Burrows su pasaporte para la libertad, y Kellerman su sed de venganza.
Por su parte, T-Bag vuelve con la que era su familia, pretendiendo que todo vuelva a ser como antes de estar en la cárcel, pero finalmente se siente traicionado y ata a la Sra. Hollander y a sus hijos a unas sillas.
Alex Mahone es amenazado para que acabe lo que empezó (entre otras cosas, matar a Kellerman), a esto, en un principio se niega, pero su opinión cambia al recibir la noticia de que su hijo está en el hospital al haber sido atropellado por un coche, evidentemente, ordenado por el Servicio Secreto, por lo que, para la seguridad de su familia, finge seguir con lo que le encomendaron. En realidad no lo hace ya que asesina al agente del Servicio Secreto que le estaba presionando.
Benjamin Miles Francklin, C-Note, espera ansioso la liberación de su mujer, quien permanece arrestada.
- Datos: Q2719162